# Templo de Orlando

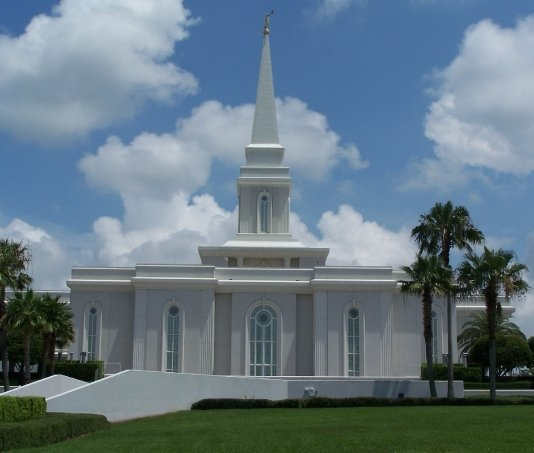
Templo de la ciudad de Orlando, Florida, ubicado en la urbanización Windermere, un suburbio al oeste de Orlando.

El Templo de Orlando, Florida, es uno de los templos construidos y operados por la Iglesia de Jesucristo de los Santos de los Últimos Días, el número 48 construido por la iglesia y el segundo templo SUD de mayor tamaño en el este de los Estados Unidos, ubicado en la ciudad de Orlando. Hasta la fecha, el más grande es el Templo de Washington, D. C. Antes de la construcción del templo de Orlando, los fieles SUD de la región visitaban los templos de Washington y Atlanta.

## Historia
Se sabe que los misioneros de la Iglesia de Jesucristo de los Santos de los Últimos Días llegaron por primera vez a Florida en 1843, pero no hay constancia de sus actividades. Dos años más tarde, Phineas H. Young, hermano de Brigham Young, pasó dos meses en el norte del estado, donde dio varios ejemplares del Libro de Mormón a los jefes amerindios. Pero no fue sino hasta 1895, cincuenta años más tarde, que se organizó el primer gran esfuerzo misionero hacia la región. 
Las labores misionales progresaron lentamente en la nueva zona proselitista. Los misioneros pasaban los meses de invierno en Florida y luego se trasladaban a la parte norte de Tennessee y las Carolinas durante el verano. En 1896 se organizó la primera congregación, George P. Canova siendo su primer presidente de rama. Canova murió tiroteado al regresar de una conferencia de la iglesia seis meses después de la organización de la rama.
En 1947, el nieto de George Canova, Alvin Canova Chace, fue llamado a ser el primer presidente de estaca de Florida, la primera estaca organizada en el sureste de Estados Unidos, la primera en ser compuesta por fieles autóctonos de una zona.
Poco a poco, el evangelio restauracionista SUD se trasladó al sur de Miami, por aquel entonces una ciudad fronteriza de sólo dos mil habitantes. La primera estaca en Miami fue organizada en 1960.

## Construcción
En la conferencia general de la iglesia SUD del 6 de abril de 1991, la Primera Presidencia anunció los planes de construir un templo en Florida. Tras el anuncio público, la iglesia en ese país buscó un terreno adecuado, considerando varios puntos por cerca de 18 meses. Finalmente se decidió construir el templo religioso en una loma con vistas a una serie de lagos —conocidos como Butler Chain of Lakes, en lo que se describe como uno de los lugares más bellos del estado— en el suburbio de Windermere, al extremo oeste de Orlando. La ceremonia de la primera palada tuvo lugar el 20 de junio de 1994 presidida por el entonces apóstol mormón James E. Faust.

## Dedicación
El templo SUD de la ciudad de Orlando fue dedicado para sus actividades eclesiásticas en cuatro sesiones, el 9 de octubre de 1994, por el entonces presidente de la iglesia SUD Howard W. Hunter, uno de dos templos dedicados por Hunter. Con anterioridad a ello, del 10 al 30 de septiembre de ese mismo año, la iglesia permitió un recorrido público de las instalaciones y del interior del templo al que asistieron más de 90.000 visitantes.
En 2014 un segundo templo fue dedicado en Florida, el Templo de Fort Lauderdale.